# LEB G 3/3
Les locomotives G 3/3 no 1 à 8 sont des locomotives à vapeur de la compagnie du chemin de fer Lausanne-Échallens-Bercher.

## Description

### Contexte
Les locomotives à vapeur G 3/3 no 1 à 8 sont toutes différentes et construites par différents fabricants. Cet article décrit la seule locomotive à vapeur encore en service sur la ligne Lausanne – Bercher, la no 8. En outre, la no 5 a été remise en état et circule sur la ligne du chemin de fer-musée Blonay-Chamby.
La locomotive G 3/3 8 a été construite en 1910 par la société SLM à Winterthour et porte alors le numéro de construction 2 095. Elle est alors utilisée pour le service régulier de voyageurs et marchandises jusqu'en 1936, date à laquelle l'électricité remplace la vapeur sur la ligne du LEB et les premières automotrices électriques CFe 4/4 circulent. La huit est alors rangée au dépôt d'Échallens jusqu'en 1941, pendant la Seconde Guerre mondiale où elle est envoyée à Montbovon pour être mise à disposition de l'armée. À la fin du conflit, en 1945, elle est vendue à la scierie Renfer à Bienne.
En 1973, la locomotive revient une première fois sur la ligne pour fêter le centenaire de la compagnie. Elle ne revient définitivement que quatre années plus tard, en 1977. Elle est alors utilisée pour servir des courses spéciales et touristiques composées de matériel ancien remis en état. Une composition historique actuelle est typiquement formée des voitures  C 10, B 11, C 12 et C 20, ainsi que de l'ancien fourgon postal Zi 5 rénové en voiture-bar.

### Technique
La locomotive à vapeur G 3/3 8 est équipée de freins à main et à vide. La pression de sa chaudière est de 13 atm, soit 1,317 × 106 Pa et les cylindres mesurent 420 mm pour un diamètre de 310 mm. La puissance unihoraire est de 160 kW.